# Szubszatellit

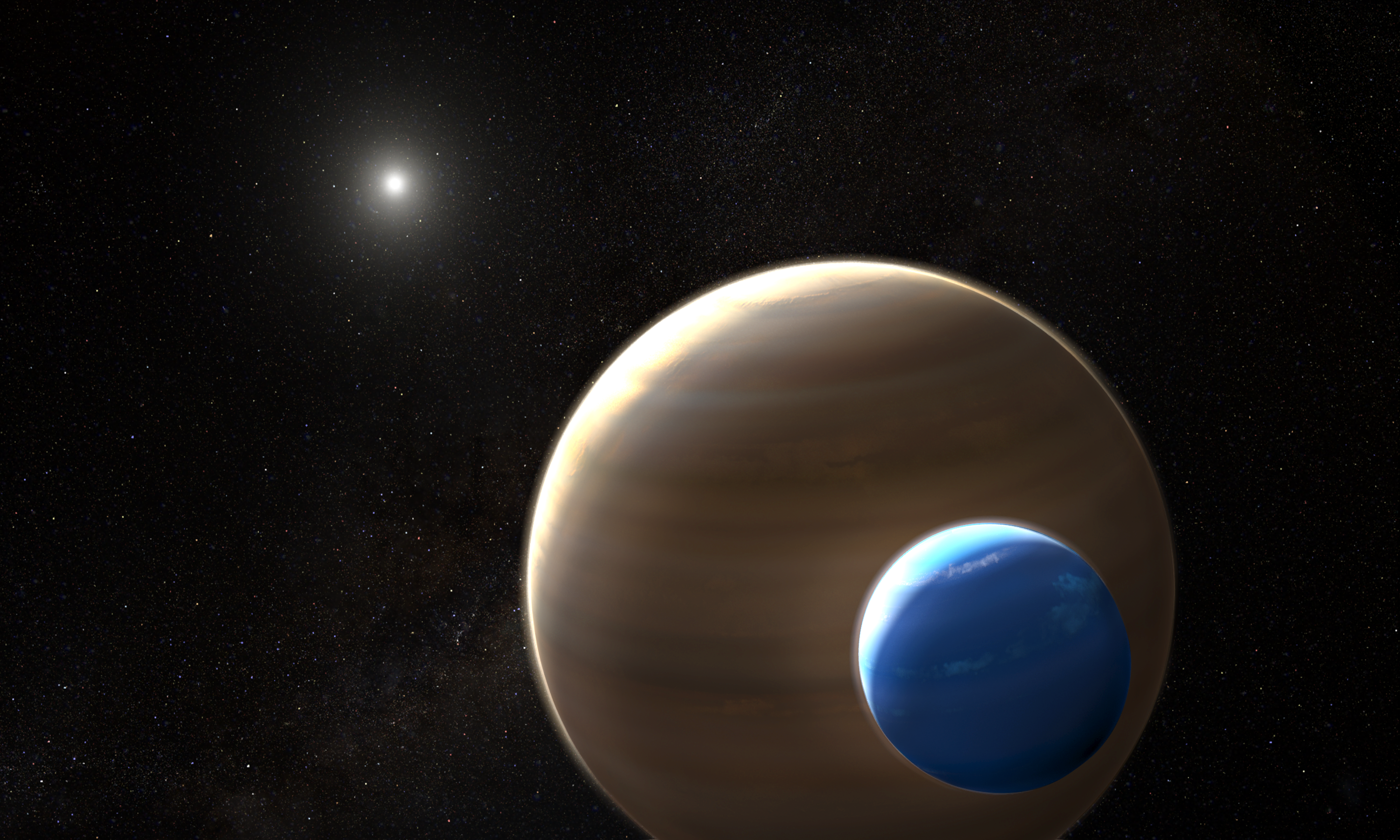
A művész elképzelése a Kepler-1625b I. exoholdról, amely a Kepler-1625b exobolygó körül kering. Elméletileg magának a Kepler-1625b-nek is lehet egy szubszattelitje.

A szubszatellit, más néven szubhold, alhold, vagy informálisan holdhold, egy „hold holdja", vagy egy hipotetikus természetes hold, amely egy bolygó holdja körül kering.
A Naprendszerben található természetes holdak empirikus vizsgálatából arra következtethetünk, hogy a szubszatellitek ritka, bár lehetséges elemei lehetnek a bolygórendszereknek. A Naprendszerben az óriásbolygókhoz a természetes szatellitek nagy gyűjteményei kapcsolódnak. Az észlelt exobolygók többsége óriásbolygó; ezek közül legalább az egyiknek, a Kepler-1625b-nek lehet egy nagyon nagy exoholdja, a Kepler-1625b I-nek nevezett, amely elméletileg birtokolhat egy alholdat. Mindazonáltal, az ideiglenes Hold körüli pályán lévő, ember által indított műholdakon kívül a Naprendszerben vagy azon túl egyetlen jelentős szubszatellit sem ismert. A legtöbb esetben a bolygó árapályhatásai instabillá tennének egy ilyen rendszert.

## Terminológia
A tudományos irodalomban a szubszatellitekre alkalmazott kifejezések közé tartoznak az „alholdak” és a „hold-holdak”. A javasolt köznyelvi kifejezések közé tartozik a „moonito", a „moonettes" és a „moooons".

## Lehetséges természetes esetek

### Rhea

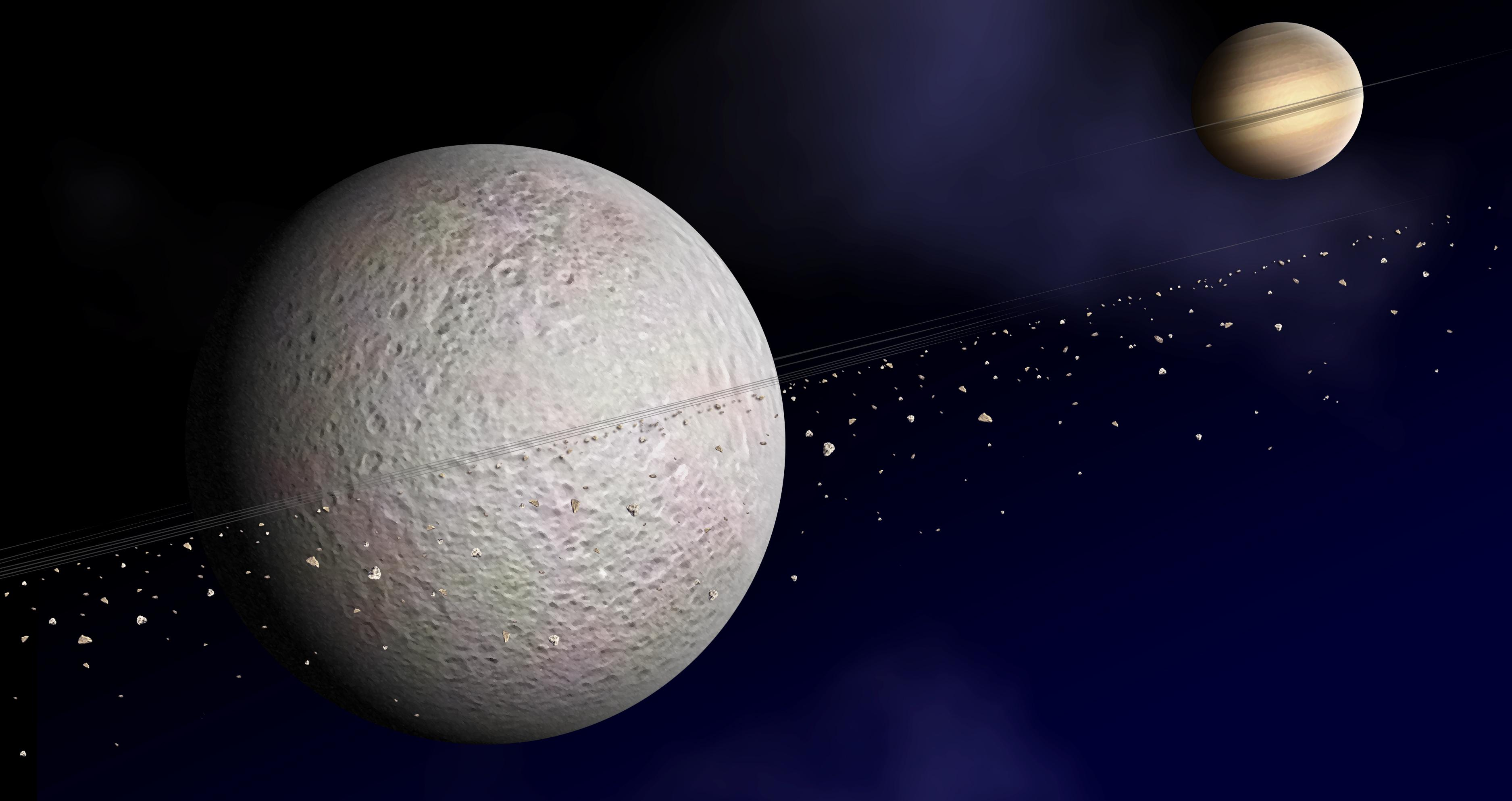
Művészi koncepció a Rhea, a Szaturnusz holdja körüli gyűrűkről

A Szaturnusz Rhea nevű, természetes holdja körül lehetséges egy gyűrűrendszer észlelése. Az ehhez kapcsolódó számítások pedig arra utalnak, hogy a Rhea körül keringő szatellitek stabil pályával rendelkezhetnek. A feltételezett gyűrűket keskenynek gondolták, ez a jelenség általában a pásztorholdakhoz (más néven „terelőholdakhoz") kapcsolódik; azonban a Cassini űrszonda által készített célzott képek nem észleltek egyetlen, a Rheához kapcsolódó alholdat vagy gyűrűt sem, legalábbis a néhány milliméternél nagyobb részecskék szintjén, ami azt mutatja, hogy csekély esélye van a Rhea körüli egy gyűrűrendszer létezésének.

### Iapetus
Azt is feltételezték, hogy a Szaturnusz Iapetus holdja a múltban rendelkezett egy alholddal; ez egyike annak a számos hipotézisnek, amely az égitest szokatlan egyenlítői gerincének eredete kapcsán vetődött fel. Egy ősi, óriási becsapódás a Iapetusba hozhatott volna létre egy szubszatellitet. Mivel a Iapetus a Szaturnusz körül kötött tengelyforgású (mindig ugyanazt az oldalát fordítja a bolygó felé), az alhold pályája egészen addig lecsökkenhetett volna, amíg át nem lépte az Iapetus Roche-határát. (Ez az égitestektől mért azon kritikus távolság, amelyen belül az odakerülő természetes holdat darabokra szaggatják az árapályerők. A Szaturnusz gyűrűrendszere feltehetően hold vagy alhold szétdarabolódásával keletkezett.) Így egy átmeneti gyűrűt alkothatott, amely azután becsapódhatott a Iapetusba, ahol egy gerincet alkotott. Egy ilyen forgatókönyv a többi óriásbolygó-holdakon is megtörténhetett volna, de ez csak a Iapetus és – talán – az Oberon esetében eredményezhette volna volna egy hegygerinc kialakulását a „késői nagy bombázás" után, és maradhatott volna fenn mind a mai napig.

### A Szaturnusz szabálytalan holdjai
A fénygörbe-elemzés azt sugallja, hogy a Szaturnusz szabálytalan Kiviuq holdjának rendkívül elnyúlt, hosszúkás alakja van; és valószínűleg az érintkező bináris vagy akár a bináris holdak közé sorolható.  A szaturnuszi szabálytalanok közül további jelöltek közé tartozik a Bestla, az Erriapus és a Bebhionn.

## Mesterséges alholdak

### Történelmi
Sok űrszonda került már meg holdat, köztük az Apollo-program legénységet szállító járművei is. A jelenlegi ismereteink szerint (2022), egyik sem keringett más holdak körül. 1988-ban a Szovjetunió sikertelenül kísérelt meg két robotszondát kvázi pályára állítani a Mars Phobos nevű holdja körül.

### Jelenlegi
A Lunar Reconnaissance Orbiter (LRO) a NASA 2009. június 18-án felbocsátott robot-űrhajója, amely jelenleg egy excentrikus poláris térképező pályán kering a Hold körül. A NASA jövőbeli Holdra irányuló emberi és robot-küldetésének tervezéséhez elengedhetetlenek az LRO által gyűjtött adatok. Az eszköz részletes térképezési programja a biztonságos leszállási helyeket azonosít, a potenciális erőforrások után kutat a Holdon, jellemzi a sugárzási környezetet, és kipróbál új technológiákat.
A CAPSTONE egy 2022 júniusában indult projekt. Egy 12 egységből álló CubeSat (kisméretű, 10x10x10 cm-es oldalú nanoműholdak) gyűjteményből áll, amelyeket néhány hónapig szállítottak a Holdra, ahova 2022 novemberében érkeztek meg. A CubeSat körülbelül 9 hónapot tölt majd a Hold közeli, egyenes vonalú halopályáján (NRHO). A CAPSTONE célja, hogy tesztelje és igazolja a tervezett jövőbeli Holdkapu (Lunar Gateway) NRHO-n (olyan halopálya, amely a két test közül a kisebbik közelében halad el, és közel stabil viselkedésű) mérhető életképességét és kommunikációs hatékonyságát.

### A jövőben tervezett mesterséges hold szatellitek
A JUICE bolygóközi űrszondát 2023-ban bocsátották fel és 2032-ben áll majd a Ganümédész körüli pályára, az első olyan űrszondává válva ezáltal, amely a Földétől eltérő hold körül kering.
Ezenkívül a több ügynökség által támogatott Holdkapu (Lunar Gateway), ami egy emberi minősítésű űrállomás, építése 2024-ben kezdődik, egy közel egyenes vonalú halopályán (NRHO), elsősorban a NASA Artemis program későbbi Hold-küldetésének támogatására. A Lunar Gateway potenciálisan támogatni fogja a jövőbeni Marsra és távoli aszteroidákra irányuló küldetéseket is.

## A szépirodalomban
- Az 51-es bolygón a címbeli bolygó körül 2 hold kering, Szaturnusz-szerű gyűrűrendszerekkel.
- A Dumb Martian, John Wyndham novellája többnyire a Jupiter IV/II-n, a Callisto egyik alholdján játszódik (lásd Az idő magvai ).
- A Star Warsban az Ajan Kloss holdnak két saját holdja van.[16]

## Fordítás
Ez a szócikk részben vagy egészben  a   Subsatellite című angol Wikipédia-szócikk ezen változatának fordításán alapul.  Az eredeti cikk szerkesztőit annak laptörténete sorolja fel. Ez a jelzés csupán a megfogalmazás eredetét és a szerzői jogokat jelzi, nem szolgál a cikkben szereplő információk forrásmegjelöléseként.